# Pleurothallis suspensa
Pleurothallis suspensa är en orkidéart som beskrevs av Carlyle August Luer. Pleurothallis suspensa ingår i släktet Pleurothallis och familjen orkidéer. Inga underarter finns listade i Catalogue of Life.